# Palpada fuscipennis
Palpada fuscipennis är en tvåvingeart som först beskrevs av Macquart 1846.  Palpada fuscipennis ingår i släktet Palpada och familjen blomflugor.
Artens utbredningsområde är Surinam. Inga underarter finns listade i Catalogue of Life.